# MBDA Meteor
Meteor – europejski kierowany pocisk powietrze-powietrze dalekiego zasięgu napędzany na trasie lotu odrzutowym silnikiem strumieniowym. W odróżnieniu od napędzanych silnikami rakietowymi na paliwo stałe większości pocisków powietrze-powietrze, Meteor napędzany jest silnikiem strumieniowym typu ramjet, zapewniającym mu wysoką prędkość lotu i duży zasięg. Naprowadzany radarowo pocisk skonstruowany został do przechwytywania w każdych warunkach pogodowych dużego spektrum celów powietrznych, w tym samolotów myśliwskich, bezzałogowych statków powietrznych różnej wielkości oraz pocisków manewrujących
Pocisk długości 3,7 metra i średnicy 178 mm wyposażony jest w zapalniki zarówno kontaktowe jak i niekontaktowe z głowicą odłamkową. Pocisk został opracowany przez grupę europejskich przedsiębiorstw z Francji, Wielkiej Brytanii, Niemiec, Włoch, Hiszpanii oraz Szwecji, kierowanych przez koncern MBDA.
Zaletą Meteora jest jego napęd strumieniowy pozwalający pociskowi na regulowanie prędkości lotu celem zwiększenia zasięgu oraz zachowania energii na terminalną fazę lotu, w której następuje przechwycenie celu. Przy zasięgu pocisku przekraczającym 200 km, znacznie zwiększa to wielkość „no-escape zone”, strefy w której nie jest możliwe bądź jest bardzo trudne uniknięcie przez cel trafienia za pomocą wykonywanych przez niego manewrów defensywnych. Pociski te używają naprowadzania radarowego-aktywnego w paśmie X z możliwością wymiany danych z samolotami z których zostały wystrzelone lub z innymi źródłami danych (np. samoloty AWACS). Według informacji MBDA, pociski Meteor dysponują największą energią kinetyczną w końcowej fazie lotu i największą no-escape zone z wszystkich znanych pocisków tej klasy, wynoszącą około 60 km. Według innych źródeł no-escape zone tych pocisków wynosi 70 km, znacznie przewyższając w tym zakresie amerykańskie pociski AIM-120 AMRAAM.
Pociski Meteor są podstawowym uzbrojeniem dalekiego zasięgu brytyjskich Eurofighter Typhoon, Wielka Brytania koordynuje też prace integracyjne tych pocisków z samolotami myśliwskimi 5. generacji Lockheed Martin F-35B Lightning II, zaś Włochy odpowiedzialne są za ich integrację z F-35A. W testach integracyjnych Meteorów z F-35B uczestniczy też amerykański korpus piechoty morskiej. Oprócz EF2000, pociski te zostały już dotąd zintegrowane z francuskimi samolotami myśliwskimi Dassault Rafale i szwedzkimi Saab JAS 39 Gripen.